# 東京都公文書館
東京都公文書館（とうきょうとこうぶんしょかん、英訳名：Tokyo Metropolitan Archives）は、東京都が設置する公文書館である。

## 概要
明治以来続けられてきた修史事業と東京府・東京市から引継ぎの公文書の保存を一元的に行う施設として、1952年（昭和27年）に設置された「都政史料館」を前身とする。その後、都政史料館は公文書保存機関としては設備が貧弱であったことに加え、1959年（昭和34年）に日本学術会議が「公文書の散逸防止について」と題する勧告において国や地方自治体の公文書保存態勢の充実を求めたことが契機となり、都は新たに公文書館を設置することになり、東京都都政史料館と東京都総務局総務部文書課の一部機能を統合して、1968年（昭和43年）10月1日、「東京都公文書館」が開館した。
港区海岸にあったが、竹芝地区の再開発計画に伴い、2012年（平成24年）に世田谷区玉川の旧東京都立玉川高等学校校舎に仮移転し、20年4月1日、国分寺市泉町の中央鉄道学園跡地に本移転した。北側には先行して開館した都立多摩図書館が所在し、南側には国分寺市の新庁舎が建てられ（2025年1月開庁）、東側には都立武蔵国分寺公園が広がる。

### 施設
1階を公開機能、2・3階を保存機能とするボリューム・断面構成とし、敷地内の既存樹木を最大限残しながら公園とつながる回遊路を創出し、自然の様相を印象づけるリン酸処理スチールパネルや地場産材の多摩産スギを活用している。「知の積層（公文書）」から新たな知が湧き出すことをイメージし、建物中央に国分寺崖線（東京都を横断する「大地のアーカイブ」）を想起させる多摩産スギの積層木材による展示壁「アーカイブウォール」を配した。この「アーカイブウォール」は、電子コンテンツや開架書架、重要文化財資料の公開承認施設となる展示機能を持ち合わせている。
都立多摩図書館とともに公文書・書籍の保存に適した「魔法瓶構造（建築材料の熱容量を駆使した二重壁システム）」としている。構成が近似するこの両館において、「ZEB（ゼロエネルギービルディング）（都立公文書館）」や「BCP（有事の際の機能維持）（都立多摩図書館）」など、両館を取り巻く時代背景や社会的要請にフィットさせ、機能性を向上させるための素材配置や空間構成、ディテールそのものを、それぞれの建築の個性として表出させている。
2021年度グッドデザイン賞受賞。2022年（令和4年）には、日本建設業連合会主催の第63回BCS賞を受賞した。

## 所蔵資料
所蔵資料は下記のとおりである（所蔵数は2012年度末現在）。
東京府・市文書
1868年（慶応4年）から1943年（昭和18年）までの東京府からの引継文書および1889年（明治22年）から1943年（昭和18年）までの東京市からの引継文書から構成される。明治期のものが約15,000冊、大正・昭和期のものが約19,500冊である。2003年（平成15年）度に東京都有形文化財に指定され、14年度には国の重要文化財に指定された。
東京都文書
1943年（昭和18年）7月1日の都制施行から現在までに都で作成された公文書で、長期保存文書が約860,500件、有期保存文書が約17,000件である。
庁内刊行物
明治期以来現在まで、庁内で作成された印刷物等で、約64,100冊である。市会決議録、公報、統計資料等が含まれる。
図書類
明治期以来現在までの図書類、約13,300冊である。
史料
江戸・明治期の史料、約8,000冊である。江戸期の史料として御府内備考、撰要永久録、藤岡屋日記、八丈実記など、明治期の史料として東京名勝図会、静岡県引継伊豆七島書類などがある。
地図類
江戸・明治期の地図類、約1,500点である。
視聴覚資料
旧都映画協会及び報道課引継の映画フィルム、写真ネガフィルム類である。フィルム、ビデオが約2,400本、写真ネガ、スライドが約28,000枚。
1991年（平成3年）度以降、所蔵資料のマイクロフィルム化が進められ、購入・寄贈分を含め2012年度末現在で72,768リール所蔵している。また、2003年度以降、利用数の多い東京府市文書、東京府・市・都公報を中心に約1,655万コマがマイクロフィルムから電子媒体に変換され、通常は電子画像により閲覧に供している。

## 史料編纂事業
東京都公文書館では、都の実施する史料編纂事業を担当し、中でも東京市史稿の編纂事業は、1902年（明治35年）以来100年以上の歴史がある。

### 東京市史稿
江戸・東京（旧15区）に関する編年体史料である。1902年（明治35年）に東京市が塚越芳太郎を主任として編さん事業を開始し、1911年（明治44年）に『皇城篇 第1巻』を刊行して以来、戦後は『市街篇』と『産業篇』に絞って、刊行を続けた。『市街篇』は1996年（平成8年）の第87巻の刊行を最後に、後述の『都史資料集成』に移行し、2021年（令和3年）の『産業篇』第61巻をもって終刊となった。

### 都史資料集成
『東京市史稿』市街篇の後を継ぐ、東京の近代史に関する資料集である。編年体の形式をとる東京市史稿とは異なり、対象年代ごとに特有の主題に即して資料を配列したテーマ別資料集の形となっている。1996年（平成8年）から編纂を開始し、三多摩地区の東京府編入以後の1894年（明治27年）から1945年（昭和20年）までを対象とする第1期全12巻を1998年から2012年に刊行した。1943年（昭和18年）の都制施行から昭和30年代までを対象とした第2期の刊行を2013年より行っている。

## 沿革

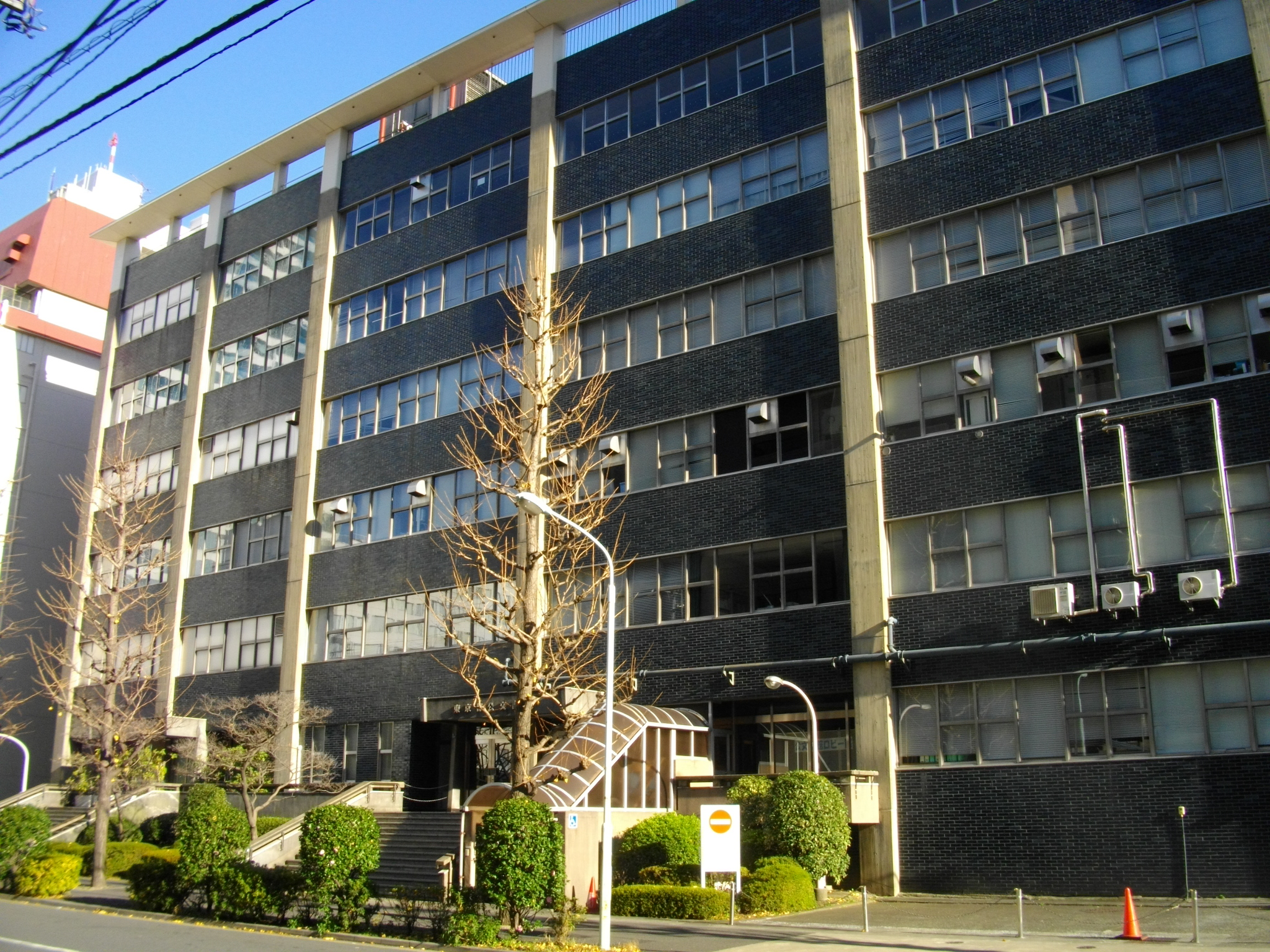
東京都公文書館旧竹芝庁舎
（2013年3月解体完了）

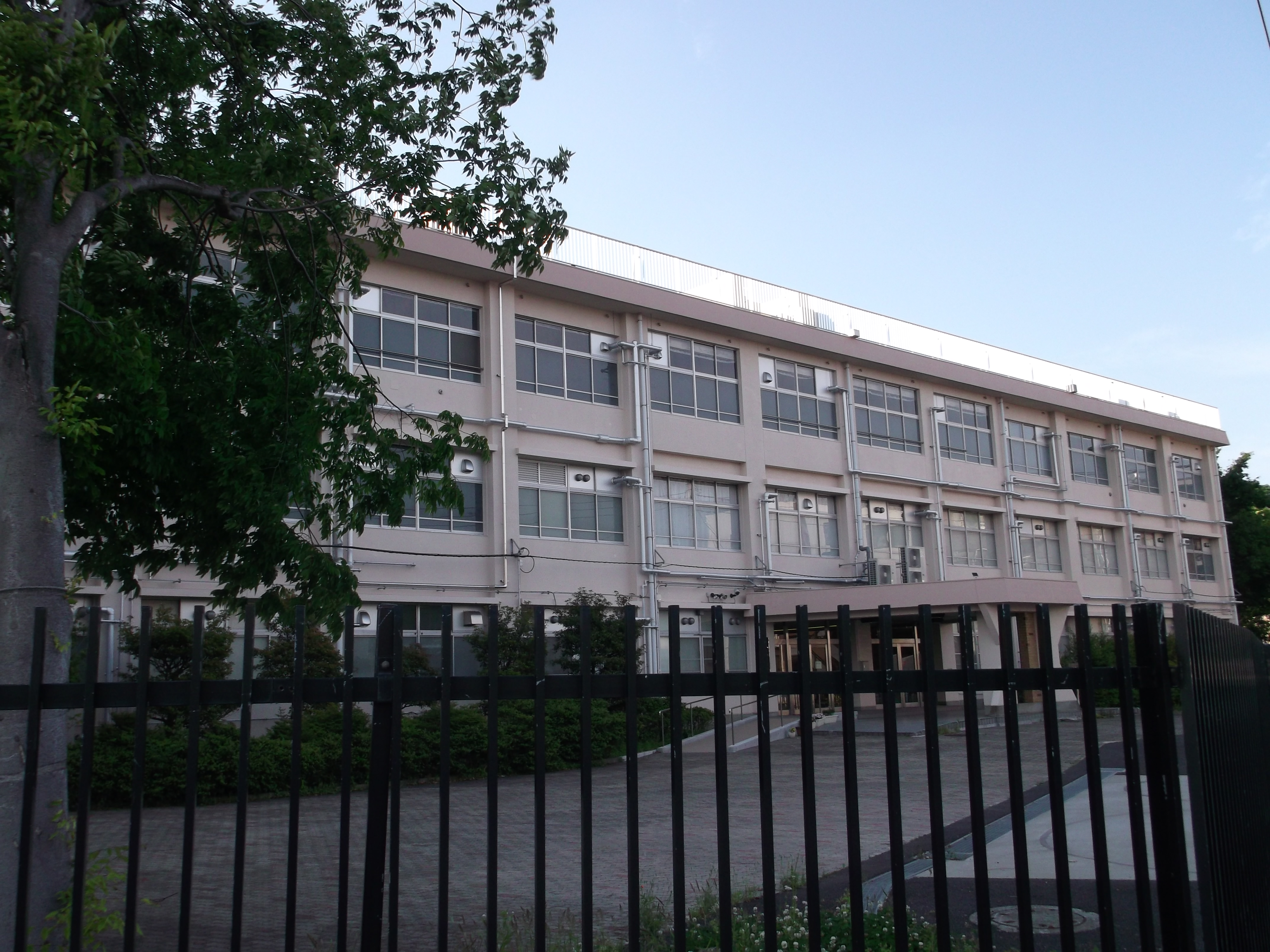
旧都立玉川高等学校に仮移転時の庁舎

- 1902年（明治35年）4月 - 東京市会が「東京市史編纂ノ件」を可決、市史編纂事業が開始[13]。
- 1911年（明治44年） - 第一巻目となる『東京市史稿 皇城篇 第一』発刊。
- 1952年（昭和27年）11月 - 史料編纂業務と東京府・東京市に関する文書保存業務を統合し「都政史料館」設置。
- 1968年（昭和43年）10月 - 都政史料館と総務局文書課の業務の一部を統合し「東京都公文書館」設置。
- 1985年（昭和60年）4月 - 東京都公文書の開示等に関する条例施行。
- 1992年（平成3年）
  - 6月 - マイクロフィルム化事業の本格実施。
  - 10月 - 東京都個人情報の保護に関する条例施行。
- 2003年（平成15年）9月 - マイクロフィルムの電子化を実施。
- 2005年（平成17年）11月 - 電子画像による館内閲覧を開始。
- 2011年（平成23年）4月 - 公文書等の管理に関する法律施行。
- 2012年（平成24年）4月 - 港区海岸から世田谷区玉川の旧東京都立玉川高等学校校舎に仮移転。
- 2020年（令和2年）4月 - 国分寺市泉町の中央鉄道学園跡地に本移転。

## 文化財

### 重要文化財
- 東京府・東京市行政文書 33,807点

東京都設置（1943年）以前の行政文書で、2014年に国の重要文化財（歴史資料）に指定された。内訳は東京府文書21,822点、東京市文書11,114冊、郡役所文書142冊、区役所文書268冊、編入町村役場文書461冊。

## 開館日・開館時間

### 開館時間
- 午前9時から午後5時まで
  - 出納時間は午前9時から正午まで、午後1時から午後4時半まで

### 休館日
- 日曜日、国民の祝日及び振替休日
- 年末年始（12月28日から1月4日まで）及び年度末最終の平日
- 毎月第3水曜日（祝日の場合は翌日）
- 臨時の休館日として公示した日

## 交通アクセス
- 中央線・武蔵野線 西国分寺駅南口 徒歩約8分